# Jones Creek
Jones Creek es una villa ubicada en el condado de Brazoria en el estado estadounidense de Texas. En el Censo de 2010 tenía una población de 2.020 habitantes y una densidad poblacional de 297,34 personas por km².

## Geografía
Jones Creek se encuentra ubicada en las coordenadas 28°58′30″N 95°28′6″O / 28.97500, -95.46833. Según la Oficina del Censo de los Estados Unidos, Jones Creek tiene una superficie total de 6.79 km², de la cual 6.68 km² corresponden a tierra firme y (1.6%) 0.11 km² es agua.

## Demografía
Según el censo de 2010, había 2.020 personas residiendo en Jones Creek. La densidad de población era de 297,34 hab./km². De los 2.020 habitantes, Jones Creek estaba compuesto por el 86.93% blancos, el 1.83% eran afroamericanos, el 0.5% eran amerindios, el 0.35% eran asiáticos, el 0% eran isleños del Pacífico, el 8.22% eran de otras razas y el 2.18% pertenecían a dos o más razas. Del total de la población el 26.63% eran hispanos o latinos de cualquier raza.